# Charles Cheyne (1er vicomte Newhaven)
Pour les articles homonymes, voir Cheyne.
Charles Cheyne, 1er vicomte de Newhaven (23 octobre 1625 – 30 juin 1698) est un homme politique anglais qui siège à la Chambre des communes à divers moments entre 1660 et 1698.

## Biographie
Il est le fils de Francis Cheyne de Chesham Bois et de son épouse Anne Fleetwood, fille de William Fleetwood de Great Missenden, dans le Buckinghamshire. Il s'inscrit au Brasenose College, à Oxford, le 29 janvier 1640, à l'âge de 14 ans et au Lincoln's Inn en 1642 (Cheney). Il hérite de Cogenho, Northamptonshire en 1644 et achète le manoir de Chelsea et sa maison principale, Chelsea Place, avec la dot de sa femme, Jane Cavendish, en 1657. Il paie la maison par tranches à partir de 1657 avec 1 900 £ et effectue le paiement final pour l'ensemble du domaine en 1661 pour un coût total de 13 626 £.
En 1660, il est élu député pour Amersham au Parlement de la Convention. Il est élu député de Grand Marlow en mars 1669 au Parlement cavalier et siège jusqu'en 1679. Il est créé vicomte Newhaven (en Écosse) le 17 mai 1681. En 1690, il est élu député de Harwich et Newport (Cornouailles) et choisit de siéger pour Harwich jusqu'en 1695. En 1695, il est élu député de Newport et siège jusqu'à sa mort.
Il meurt à l'âge de 72 ans et est enterré à la vieille église de Chelsea le 13 juillet 1698 où est élevé un monument commémoratif en sa mémoire, ainsi que son épouse, Jane Cheyne, qui est une bienfaitrice considérable du bâtiment.

## Famille
Cheyne épouse Jane Cavendish (en), fille de William Cavendish (1er duc de Newcastle) et a un fils, William Cheyne (2e vicomte Newhaven), et deux filles, Elizabeth et Catharine. Il se remarie à Isabella, comtesse de Radnor, veuve de Johh Robartes, premier comte de Radnor et fille de John Smyth, de Bidborough, dans le Kent.